# Ramon Sessions
Va jugar a bàsquet universitari pels Nevada Wolf Pack, aconseguint ser nomenat membre de l'equip All-Newcomer de la WAC com a estudiant de primer any i membre del segon equip All-WAC com a júnior. Va ser seleccionat pels Milwaukee Bucks amb la 56a elecció general del draft de l'NBA del 2007. Durant la seva trajectoria a l'NBA, va estar vinculat a vuit franquícies durant onze anys. Sessions, en conseqüència, sol ser considerat un jugador "journeyman", etiqueta otorgada a jugadors amb carreres professionals caracteritzades per nombroses estades curtes a diverses franquícies.

## __LEAD_SECTION__
Ramon Darrell Sessions (nascut l'11 d'abril de 1986) és un exjugador de bàsquet professional estatunidenc. Va jugar a bàsquet universitari pels Nevada Wolf Pack, aconseguint ser nomenat membre de l'equip All-Newcomer de la WAC com a estudiant de primer any i membre del segon equip All-WAC com a júnior. Va ser seleccionat pels Milwaukee Bucks amb la 56a elecció general del draft de l'NBA del 2007. Durant la seva trajectoria a l'NBA, va estar vinculat a vuit franquícies durant onze anys. Sessions, en conseqüència, sol ser considerat un jugador "journeyman", etiqueta otorgada a jugadors amb carreres professionals caracteritzades per nombroses estades curtes a diverses franquícies.